# 雷恰内斯拜尔
雷恰内斯拜尔冰岛南半岛区内的市镇，位于雷恰角半岛。市镇面积为145平方公里，2021年时人口数量为19,676人。人口居冰岛第5位。